# Катуар, Лев Иванович
Лев Иванович Катуар (1827, Москва — 1899, Тарасовка, близ Москвы) — предприниматель, купец 1-й гильдии, потомственный почётный гражданин, коммерции советник. Лев Иванович Катуар выделил деньги на строительство станции Катуар, которая расположена в посёлке Некрасовский Дмитровского городского округа Московской области.

## Биография
Предприниматель и купец 1-й гильдии Лев Иванович Катуар родился в Москве в 1827 году в семье русских предпринимателей с французскими корнями. Семья его отца, Жана Батиста Катуара де Бионкур, переехала из Франции в Россию из-за революционных событий. Жан Батист в России принял русское гражданство и стал зваться Иваном Николаевичем Катуаром. Матерью Льва Ивановича была Анна Леве, она родилась в семье московского торговца винами. Иван Катуар умер в 1842 году. Его жена учредила торговый дом «Вдова А. И. Котуар с сыновьями» и вместе с детьми — Константином Ивановичем, Андреем Ивановичем и Львом Ивановичем — вполне достойно вела дела. Катуары были владельцами сахарорафинадных заводов, осуществляли торговлю вином, чаем и шелком. Они торговали в Китайском ряду в Москве, вели торговлю на Нижегородской ярмарке.

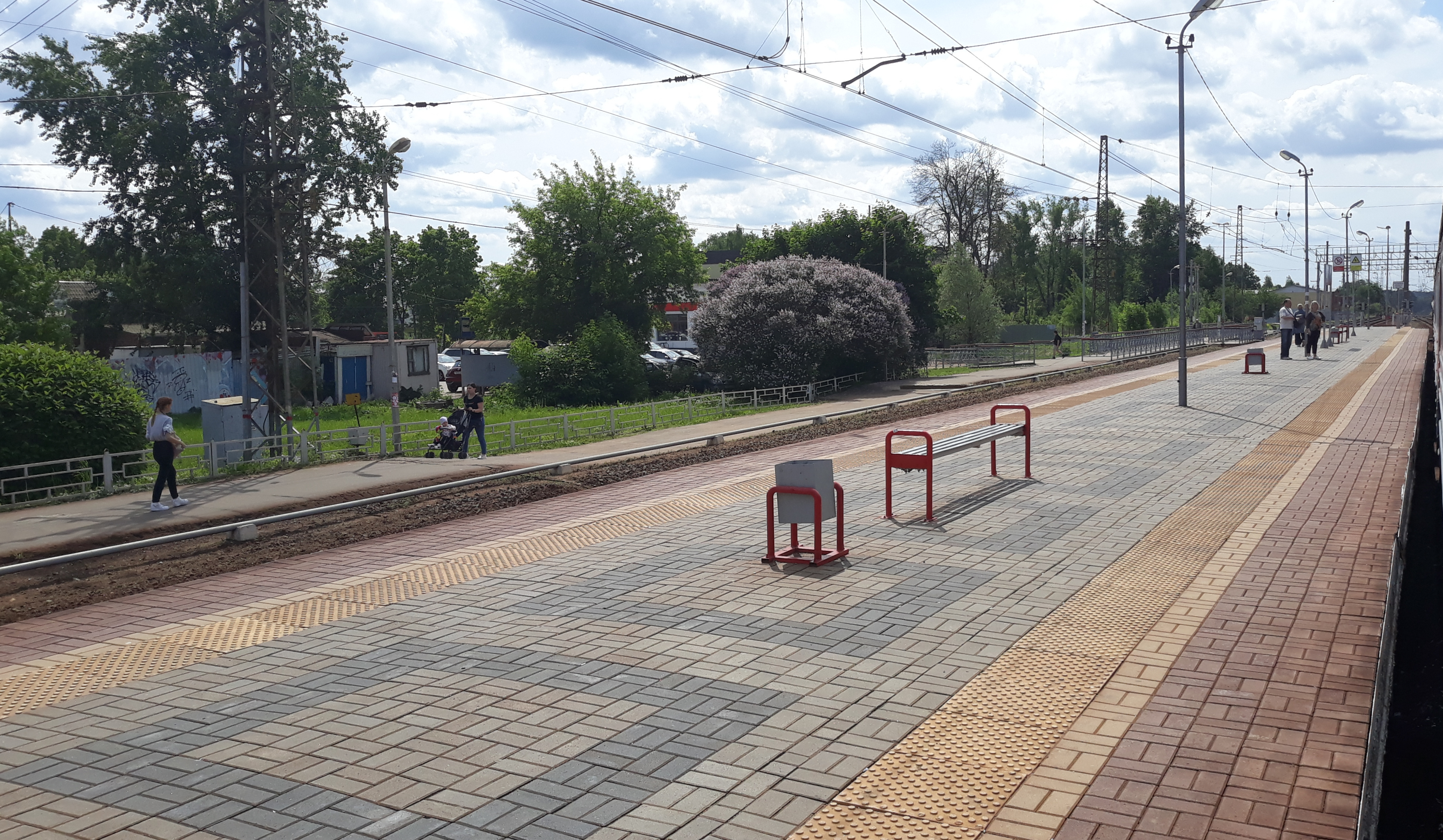
Станция Катуар в Московской области, деньги на строительство которой выделил Лев Иванович Катуар

В 1887 году Лев Иванович Катуар получил звание Советника коммерции. Был гласным Московской городской думы, выборным Московского биржевого комитета, членом Учетного банка, членом Ссудного банка. Лев Иванович Катуар вкладывал деньги в строительство железнодорожной станции, названной в его честь Катуар, которая расположена в посёлке Некрасовкий Дмитровского городского округа Московской области. Когда-то здесь был расположен его керамический завод и посёлок для рабочих завода. Также Катуар принимал участие в проектировании и строительстве всего направления Савеловского направления железной дороги.
Лев Катуар вместе с матерью и братьями владел акциями четырех свеклосахарных заводов в Подольской губернии и акциями Киевского сахарорафинадного завода. Также Катуары владели кирпичным заводом в подмосковном селе Верхние Котлы. Кирпич, который там изготавливался, использовался при строительстве Верхних торговых рядов. После смерти Льва Ивановича Катуара его предприятиями стал управлять его сын, Андрей Львович Катуар.